# جوليان هاوثورن
جوليان هاوثورن (بالإنجليزية: Julian Hawthorne)‏ (22 يونيو 1846، بوسطن في الولايات المتحدة - 21 يوليو 1934، سان فرانسيسكو في الولايات المتحدة)؛ شاعر، مؤرخ، صحفي وروائي أمريكي.